# Kalyke (maan)
Kalyke, of Jupiter XXIII is een natuurlijke satelliet van Jupiter. De maan werd ontdekt in 2000 door astronomen van de Universiteit van Hawaï in Manoa onder leiding van Scott S. Sheppard en kreeg toen de naam S/2000 J 2.
Kalyke is ongeveer 5,2 kilometer in doorsnee, draait rond Jupiter met een gemiddelde afstand van 23,565 Gm in 742,04 dagen en heeft een albedo van 0,04.
Kalyke is genoemd naar een van de geliefden van Zeus uit de Griekse mythologie.